# Автоброневой дивизион особого назначения при Совете народных комиссаров УССР

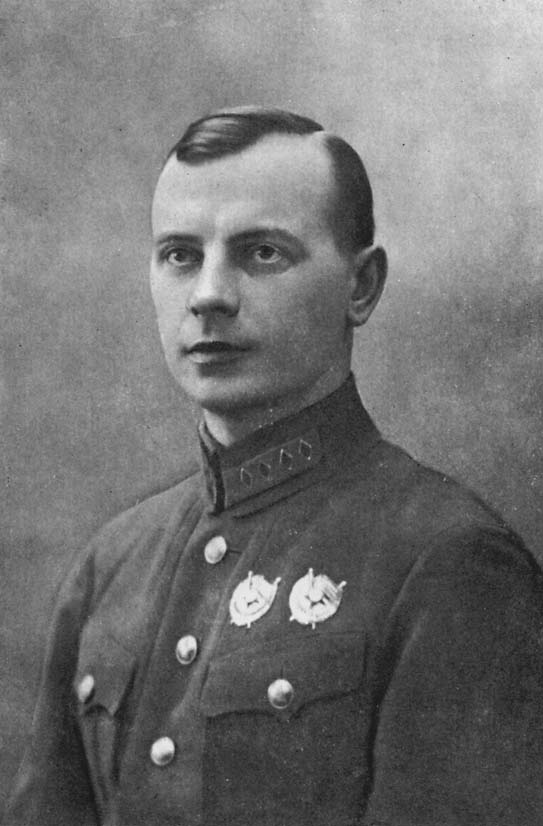
Алексей Селявкин, в 1919 году — командир Автоброневого дивизиона особого назначения при СНК УССР.

Бронеавтомобиль «Фиат». К данному типу принадлежал бронеавтомобиль «Товарищ Артём».

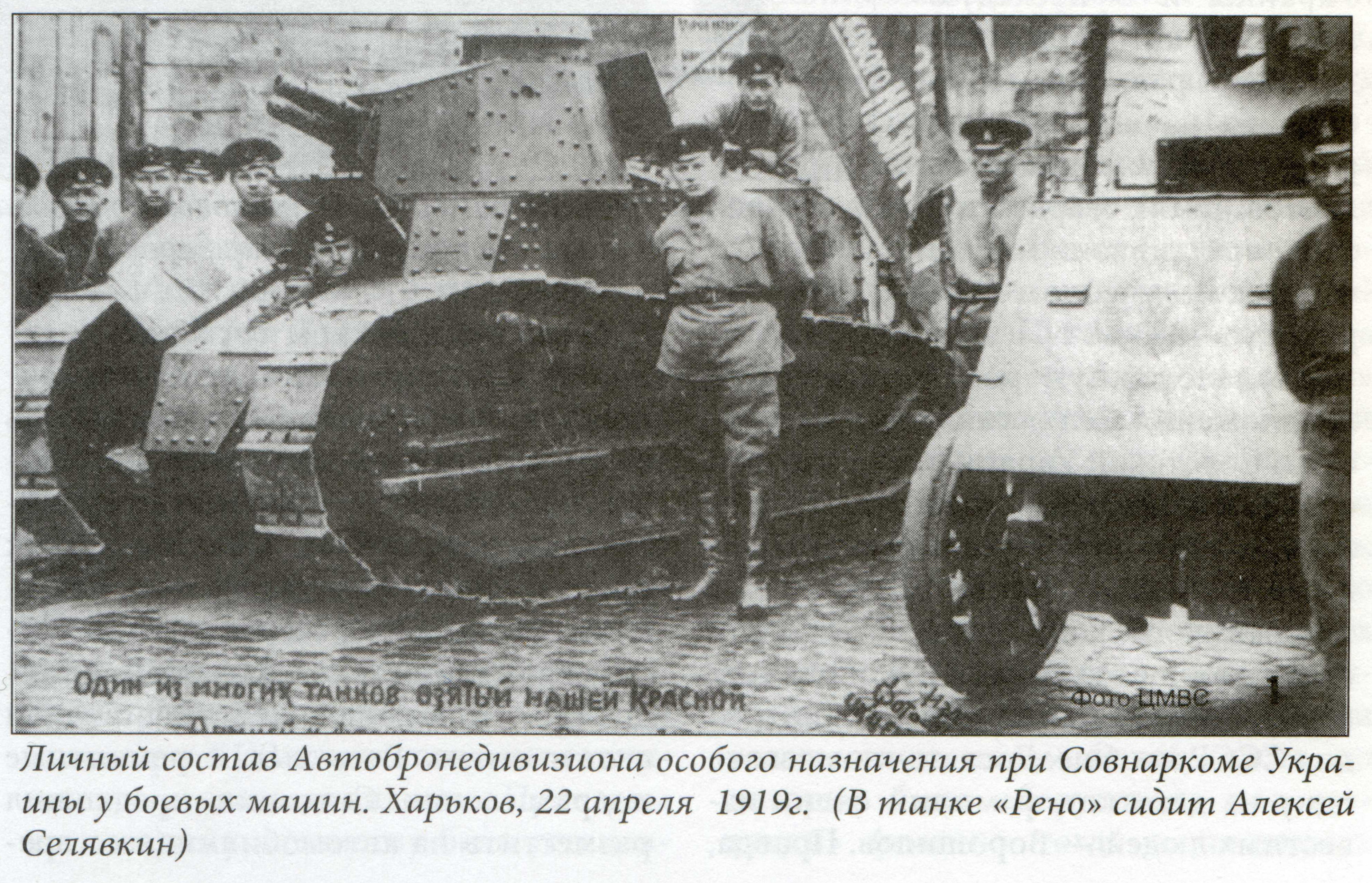
Трофейный Renault FT-17 в составе Бронедивизиона особого назначения при Совнаркоме Украины. 1919 год.

Автоброневой дивизион особого назначения при Совете народных комиссаров Украинской ССР (Абдон УССР) — воинская часть (дивизион) Вооружённых сил УССР, в период гражданской войны и интервенции в России.

## История

### Формирование
В феврале, по предложению командира автобронеотряда 10-й армии А. И. Селявкина, советские руководители Украинской ССР Секретарь ЦК КП(б)У С. В. Косиор (май 1919 — декабрь 1920), заместитель председателя Совнаркома Украины Артём (Ф. А. Сергеев) (22 января — 23 марта 1919 — был наркомом советской пропаганды СНК УССР, руководил военным отделом и был заместителем председателя СНК УССР) и заместитель народного комиссара по военным делам В. И. Межлаук (январь — июнь 1919) приняли решение о сформировании Автоброневого дивизиона особого назначения при Совнаркоме УССР.
А. И. Селявкин совместно со своими товарищами разработал организационно-штатную структуру дивизиона, план подбора и укомплектования кадрами и боевыми машинами, который был одобрен В. И. Межлауком. Броневые автомобили и автомобили для дивизиона использовались старые, побывавшие в боях. Их ремонтировали или восстанавливали рабочие Харьковского паровозостроительного завода в Харькове, рабочие и солдаты усиленных фронтовых автомобильных мастерских в Киеве и Александровске, где производился ремонт техники.
На основе автоброневого отряда 10-й армии Южного фронта Автоброневой дивизион был сформирован. Командиром дивизиона назначен А. И. Селявкин. В состав дивизиона вошли бронеавтомобили с наименованием «Владимир Ленин», «Валерий Межлаук», «Яков Свердлов», «Климент Ворошилов», «Стрибок» (укр. Прыжок), «Вся власть Советам», «Товарищ Артём» и другие.

### Боевые действия
В марте дивизион принимал участие в подавлении восстания советского караульного полка харьковского гарнизона в Харькове в москалёвских казармах по улице Екатерининской. Среди военнослужащих были антисоветские элементы: украинские буржуазные националисты, меньшевики, эсеры, которые умело провели контрреволюционную работу среди командиров и красноармейцев. Часть личного состава полка поверила контрреволюционерам и полк поднял мятеж. Восставшие арестовали коменданта города И. Якимовича и начальника гарнизона А. И. Кашкарова, угрожая им расстрелом. Бронеавтомобили дивизиона окружили казармы со стороны улицы Екатерининской, Дмитровского моста и городской водопроводной станции. Артиллерия расположилась у Карповского сада. Мятежникам было предложено сложить оружие. Решительные действия командования округа и дивизиона сломили контрреволюционеров. После арестов руководителей в казармы прибыли заместитель наркомвоендел В. И. Межлаук и военный комиссар Харьковского военного округа С. Л. Козюра. Выяснив обстоятельства возникновения мятежа и проведя разъяснительную работу, руководители приняли у личного состава полка, осознавшего свою вину, военную присягу на верность службы Советской власти и народу. За образцовое выполнение приказа командования командирам и красноармейцам дивизиона объявлена благодарность.
24 марта Революционный военный совет Украинского фронта принимает решение сформировать 2-ю Украинскую советскую армию и 3-ю Украинскую советскую армию РККА.
28 марта в Белгороде меньшевики и эсеры подняли восстание в Запасном полку Белгородского гарнизона, имевшему в своём составе до 2000 человек и 5 пулемётов. Командные должности занимали в большом количестве бывшие офицеры Императорской русской армии и Русской армии времён Временного правительства, которые и возглавили восстание. Восставшие арестовали членов ревкома, часть коммунистов, захватили почту, телеграф и Белгородский железнодорожный узел. Движение железнодорожного транспорта было полностью парализовано. Для подавления восстания по распоряжению помощника окружного военного комиссара и начальника гарнизона Харькова А. И. Кашкарова был направлен сводный отряд под командованием К. Медведева, в состав которого вошли бронеавтомобили дивизиона. Колонна дивизиона двинулась походным маршем по Белгородскому шоссе. На окраинах Белгорода артиллерия заняла позиции, дала залп по расположению полка. Бронеавтомобили подошли к казармам и с хода открыли огонь. Эффект внезапности был достигнут, восставшие не выдержав огня, подняли белые флаги. Контрреволюционное восстание было подавлено, полк разоружён.
В марте бронеавтомобиль «Товарищ Артём» в составе дивизион принимал участие в подавлении восстания пехотного полка в Белгороде.
Для оперативно-тактической подготовки экипажей было создано учебное поле около Белгородского шоссе, в районе Малые Тишки. Занятия проводились в любую погоду, днём и ночью, а также проводились тренировки, тактические занятия с боевыми стрельбами.
Соединению уделяли большое внимание военный комиссар Харьковского военного округа С. Л. Козюра и начальник артснабжения округа Ф. З. Минайленко. Благодаря их помощи дивизион был хорошо вооружён, обеспечен снаряжением, имуществом и всем необходимым для ведения боевых действий.
Среди добровольцев, вступивших в дивизион, было значительное число коммунистов, они стали ядром личного состава. В работе по политическому воспитанию личного состава командованию дивизиона активно помогали П. А. Кин и особенно В. И. Межлаук. Он часто приходил в дивизион, интересовался ходом работы, проводил политические беседы. Валерий Иванович внимательно относился к нуждам бойцов и пользовался большим авторитетом и любовью всего личного состава, избравшего его почетным красноармейцем дивизиона.
По распоряжению Наркомвоена Украины Н. И. Подвойского в Автоброневой дивизион особого назначения при СНК УССР передаются трофейные танки Рено FT-17.
Абдон УССР пополнился французскими танками Renault FT-17 захваченными войсками 2-й Заднепровской бригады 1-й Заднепровской Украинской советской дивизии Группы войск Харьковского направления (существовала до 15 апреля 1919) Украинского фронта (существовал с 4 января по 15 июня 1919). Бригадой командовал Н. А. Григорьев. Танки были захвачены в боях с франко-греческими войсками интервентов 18—21 марта под Одессой. В апреле на ХПЗ проходили регламентный ремонт эти танки, бронеавтомобили и автомобили. Были также оборудованы спецавтомобили дивизиона и созданы импровизированные автоматы (пулемёты) — «Митральезы» установленные на автомобилях. (в литературе имеется также название «Бронедивизион особого назначения при Совнаркоме Украины»).
Командиры танков И. Бережной, И. Крютченко, Б. Боровой, Д. Цыпковский, Г. Иваненко, водители танков П. Антонов, И. Виноградов, А. Шулежко, А. Демочкин, В. Мушницкий, технический состав (в их числе были рабочие и инженеры ХПЗ) являются первыми украинскими советскими танкистами.
Дивизион пополнился рабочими харьковских заводов, группой моряков-балтийцев и черноморцев. В числе добровольцев были унтер-офицеры, солдаты, ранее служившие в бронечастях Императорской русской армии.
На должности руководящего командного состава были подобраны и назначены опытные, знающие автоброневое дело командиры: заместитель командира дивизиона П. И. Недомовный, начальник штаба И. С. Курбатов, помощники начальника штаба Н. С. Бутенко, С. И. Цыганков, И. Г. Дзюбанин, главный механик А. П. Зарубенко, механики И. И. Юра, И. З. Пышкин.
Командирами бронеотрядов назначены П. В. Рожковский, А. П. Рябцев, П. В. Украинцев, помощниками командиров А. П. Генералов, Л. И. Хроль, А. А. Островский, Г. Г. Авсеев, В. Р. Савчук.
Командиры броневиков Ю. Станкевич назначены Г. Чуб, М. И. Курилов, Л. Вытнов, В. Богатырев, К. З. Солдатенко и другие.
Шофёрами бронеавтомобилей назначены механики-водители высокого класса: Ф. Свинченко, Г. Волошин, К. Н. Малышко, С. Хаев, А. Дуда, П. Полежаев, И. Калашников, М. Спирин, И. Я. Семенов, А. Сахаров, Н. Цирульников, В. Надточий, Ф. Зайцев, А. Скибенко, Д. Кузьминский.
В апреле дивизион выполнял боевое оперативное задание в Киеве. 9-й особый стрелковый полк восстал против Советской власти под руководством меньшевиков, эсеров и украинских националистов и отказался подчиняться приказам командования. Броневые отряды дивизиона и курсанты Харьковской артиллерийской школы по железной дороге перевезены в Киев. Мятежники отказались от переговоров и тогда на казармы полка двинулись бронеавтомобили, под их прикрытием шли курсанты. Восставшие красноармейцы открыли огонь по наступавшим курсантам, экипажи бронеавтомобилей открыли ответный огонь из пулемётов и дали несколько выстрелов из пушки. Среди мятежников началась паника, которой воспользовалась верная Советской власти часть личного состава полка, и призвала рядовых подчиниться приказу о разоружении. Сопротивление прекратилось, организаторы контрреволюционного мятежа были арестованы и переданы командованию дивизиона. 9-й особый полк был разоружён и переформирован. Личный состав дивизиона в очередной раз с честью выполнил поставленную руководством Украины задачу.
15 апреля 1919 года из частей Группы войск харьковского направления Украинского фронта завершено создание 2-й Украинской советской армии. Штаб армии находился в Екатеринославе.
22 апреля на Николаевской площади в городе Харькове, при большом стечении народа, состоялся смотр подразделений «Автобронедивизиона особого назначения при Совнаркоме УССР». От руководства Советской Украины в смотре принимал участие заместитель народного комиссара по военным делам В. И. Межлаук. Для военнослужащих автобронедивизиона была установлена специальная военная форма одежды — кожаные тужурки и чёрный бархатный околыш на фуражки (Приказом по военному ведомству УССР).
Организационно-штатная структура: командование дивизиона со штабом; бронеотряд «А»; бронеотряд «Б»; танковый отряд; мотоциклетно-пулемётный отряд; артиллерийская механизированная батарея; подразделения обеспечения и ремонта.
В составе командования дивизионом командир дивизиона имел как подвижный резерв, несколько русских тяжёлых бронеавтомобилей «Джеффери-Поплавко» (на шасси автомобилей на базе полноприводного грузового автомобиля «Джеферри»; производства Путиловского завода) и «Гарфорд-Путилов», вооружённых 1-й 76,2-мм горной пушкой (производства Киевского завода «Арсенал») и несколькими пулемётами «Максим».
Бронеотряды «А» и «Б» имели по 4 лёгких бронеавтомобиля «Остин» (2 пулемёта «Максим») и по 1-му бронеавтомобилю «Ланчестер», вооружённому 37-мм пушкой и несколькими пулемётами «Максим».
Танковый отряд имел 5 танков «Рено» FT-17, вооружённых 37-мм пушкой.
Механизированная артбатарея имела 76,2-мм пушки с надетой поверх колёс резиной и буксируемыми автомобилями в количестве 19 штук, в кузовах которых были установлены пулемёты «Митральезы».
«Митральеза» — французские пушки с пятью 37-миллиметровыми стволами и размещались в кузовах грузовых машин. Сняты с военных кораблей.
Мотоциклетно-пулемётный отряд имел на вооружении ручные и станковые пулемёты, установленные на мотоциклах марки «Клино» в количестве 45 штук.
В своей книге А. И. Селявкин пишет: автоброневое соединение было новинкой. Оно обладало большой подвижностью и маневренностью (бронеавтомобили, танки, артиллерия на механической тяге), а своей огневой мощью (45 пулемётов и 19 артиллерийских стволов, не считая на бронеавтомобилях и танках) могло наносить сильные удары по противнику и в наступательном и в оборонительном бою. Дивизион мог выполнять боевые, оперативно-тактические задачи как самостоятельно, так и совместно с пехотой и кавалерией. Боевое обеспечение дивизиона осуществлялось значительным количеством автомобилей, часть из которых была оборудована под «летучки» (именно тогда и появилось это название спецмашин) мастерских и цистернами для перевозки горючих и смазочных материалов.
С 27 апреля 2-я Украинская советская армия Украинского фронта передана в оперативное подчинение Южного фронта.
В конце апреля 3-й Украинской советской дивизии (бывшей 1-й Заднепровской Украинской советской дивизии) придан автобронедивизион особого назначения — командир дивизиона А. И. Селявкин.
В конце мая дивизион вступает в бой. Первоначально к боевым действиям привлекались бронеотряды «А» и «Б» вооружённые лёгкими бронеавтомобилями. В их числе бронеавтомобиль «Товарищ Артём» подавлял восстание 6-й Украинской советской дивизии (а ранее — бывшей 2-й Заднепровской бригады 1-й Заднепровской Украинской советской дивизии) под командованием начальника дивизии, атамана Григорьева.
В подавлении восстания 6-й Украинской советской дивизии принимали участие оставшиеся два танка «Рено» в районе Екатеринослава и Кременчуга.

#### После ликвидации Вооружённых сил Украинской ССР
18 мая 1919 года Всеукраинский Центральный Исполнительный Комитет принял решение о необходимости объединения вооружённых сил советских республик и с 4 июня 2-я Украинская советская армия, находившаяся в оперативном подчинении командования Южного фронта, была расформирована. Её войска вошли в состав 14-й армии Южного фронта.
В начале июня дивизион вступает в бои с объявленными вне закона повстанцами (а ранее — бывшей 3-й Заднепровской бригадой 1-й Заднепровской Украинской советской дивизии под командованием Н. И. Махно) в Екатеринославской губернии (см. также Вольная территория). Бои велись за контроль над железной дорогой Мелитополь—Александровск. Абдон смог потеснить части Н. Махно. В боях принимал участие бронеавтомобиль «Товарищ Артём».
15 июня в соответствии с Приказом РВСР от 4 июня 1919 г. Украинский фронт расформирован (существовал с 4 января по 15 июня 1919).
16 июня дивизион был передан в оперативное подчинение командующего войсками армии К. Е. Ворошилова для усиления 14-й армии, которая в этот период вела оборонительные бои против Добровольческой армии в Донецком бассейне.
В июне угрожающее положение сложилось на Екатеринославском направлении Южного фронта, где войска Добровольческой армией под командованием генерала Деникина потеснили 14-ю армию РККА под командованием К. Е. Ворошилова.
19 июня Абдон по железной дороге, ещё не перерезанной Добровольческой армией, прибыл в город Екатеринослав. К. Е. Ворошилов поставил задачу А. И. Селявкину: автобронедивизиону выдвинутся в Новомосковск и обеспечить оборону стыка флангов советских дивизий Кравченко и Чиковани, при проведении контрудара на поселение и ж.д. узел Синельниково. Из Екатеринослава в этот же день дивизион своим ходом прибыл в Новомосковск и расположился в центре города напротив здания, где находился штаб Новомосковской группы войск 14-й армии.
Командир бронеавтомобиля «Товарищ Артём» Юзеф Станкевич получил задачу согласно распоряжению харьковского коменданта П. А.  Кина прибыть в Харьков для прикрытия города.
19—27 июня 1919 года дивизион вёл бои под Новомосковском.
27 июня войска Вооружённых сил Юга России
вынудили войска Красной Армии оставить Екатеринослав.
В начале августа дивизион успешно действовал при обороне Киевских мостов. Селявкин А. И. уже командовал бронесилами Киевского укреплённого района.
10 сентября части Красной армии начали контрнаступление из Чернигова на Киев — был занят Козелец. Но получив подкрепление, Добровольческая армия снова перешла в наступление на Чернигов и 12 октября взяла город. Последний раз танки провели бой на улицах Чернигова.
Позже дивизион был отправлен в Москву и расформирован. Техника была передана на ремонтный завод в Горки, а личный состав после отдыха был обращён на формирование автобронеотрядов.
За бои на Екатеринославском направлении А. И. Селявкин, танкисты Б. Боровой, Д. Ципковский, О. Шулежко, А. Дёмочкин награждены орденами Красного Знамени РСФСР.

## В составе
| Дата              | Фронт                                                   | Армия                                                                 | Корпус                                 | Примечания                                                                                      |
| Февраль 1919      | Формирование при СНК УССР                               |                                                                       |                                        | г. Харьков                                                                                      |
| Март 1919         | Украинский фронт (существовал 04 января — 15 июня 1919) |                                                                       |                                        | г. Белгород                                                                                     |
| Апрель 1919       | Украинский фронт                                        |                                                                       |                                        | Переформирование на новый штат, г. Харьков                                                      |
| Конец апреля 1919 | Украинский фронт                                        | 2-я Украинская советская армия в оперативном подчинении Южного фронта |                                        | Придан 3-й Украинской советской дивизии (бывшей 1-й Заднепровской Украинской советской дивизии) |
| 16 июня 1919      | Южный фронт                                             | 14-я армия (15.06.1919 окончено формирование армии)                   |                                        | Донецкий бассейн                                                                                |
| 19 июня 1919      | Южный фронт                                             | 14-я армия                                                            | Новомосковская группа войск 14-й армии | на Екатеринославском направлении                                                                |
| ----------------- | ------------------------------------------------------- | --------------------------------------------------------------------- | -------------------------------------- | ----------------------------------------------------------------------------------------------- |

## Командование
- Командир дивизиона Алексей Илларионович Селявкин[2][7].
- Заместитель командира дивизиона П. И. Недомовный (на 22.04.1919)[2].
- Начальник штаба И. С. Курбатов (на 22.04.1919).[2]
- Помощники начальника штаба Н. С. Бутенко, С. И. Цыганков, И. Г. Дзюбанин (на 22.04.1919)[2].
- Главный механик А. П. Зарубенко (на 22.04.1919)[2].
- Механики И. И. Юра, И. З. Пышкин (на 22.04.1919)[2].

Другие командиры
- Командиры бронеотрядов П. В. Рожковский, А. П. Рябцев, П. В. Украинцев (на 22.04.1919)[2].
- Помощники командиров бронеотрядов А. П. Генералов, Л. И. Хроль, А. А. Островский, Г. Г. Авсеев, В. Р. Савчук (на 22.04.1919)[2].
- Командиры броневиков и танков Ю. Станкевич, Г. Чуб, М. И. Курилов, Л. Вытнов, В. Богатырев, К. З. Солдатенко, И. Бережной, И. Е. Крютченко, В. Боровой, Д. Цыпковский, Г. Иваненко и другие (на 22.04.1919)[2].
- Командиры бронеотрядов А. Ф. Зозуля (вместо П. В. Рожковского), В. Попов (вместо П. В. Украинцева)[2].

## Состав
На 22.04.1919:
- Командование дивизиона со штабом[3].

- в составе командования дивизионом командир дивизиона как подвижный резерв имел, несколько тяжёлых бронеавтомобилей «Джеффери-Поплавко» и «Гартфорд»).

- Бронеотряд «А». (вооружение: 4 лёгких броневика «Остин», 1 броневик «Ланчестер»).[2][3].
- Бронеотряд «Б». (вооружение: 4 лёгких броневика «Остин», 1 броневик «Ланчестер»)[2][3].
- Танковый отряд. (вооружение: 5 танков «Рено» FT-17)[2][3].
- Мотоциклетно-пулемётный отряд. (вооружение: 45 пулемётов)[2][3].
- Артиллерийская механизированная батарея. (вооружение: 76,2-мм пушки с ошинованными резиной колесами буксируемыми автомобилями в количестве 19 штук и автомобилями, в кузовах которых были установлены «Митральезы»)[2][3].
- Подразделения обеспечения и ремонта[2][3].

## Знаки различия
Для бойцов и командиров дивизиона Наркомвоен Украины учредил серебряный значок с эмблемой броневика, который они носили на форме одежды.